# Opius unificatus
Opius unificatus är en stekelart som beskrevs av Fischer 1963. Opius unificatus ingår i släktet Opius och familjen bracksteklar. Inga underarter finns listade i Catalogue of Life.